# 帕尔寺
帕尔寺，位于西藏自治区拉萨市达孜区唐嘎乡穷普村，是一座藏传佛教寺院。

## 简介
帕尔寺位于西藏自治区拉萨市达孜区唐嘎乡穷普村。为藏传佛教寺院。
2012年，该寺的僧人阿琼被评为西藏自治区爱国守法先进僧尼。
2012年，达孜县帕尔寺管理委员会获得“西藏自治区寺庙法制宣传主题教育活动组织奖”。